# Coapa, Veracruz
Coapa är en ort i Mexiko.   Den ligger i kommunen Isla och delstaten Veracruz, i den sydöstra delen av landet, 400 km öster om huvudstaden Mexico City. Coapa ligger 62 meter över havet och antalet invånare är 435.
Terrängen runt Coapa är platt. Runt Coapa är det ganska glesbefolkat, med 24 invånare per kvadratkilometer. Närmaste större samhälle är Abasolo del Valle, 19,1 km söder om Coapa. Omgivningarna runt Coapa är en mosaik av jordbruksmark och naturlig växtlighet.